# Елизия
Елизия е пропускането на един или повече звукове, като получената дума или фраза е по-лесна за изговаряне.
Противоположен на елизията е процесът на епентеза.

## Видове
- Елизия на гласни
- Елизия на съгласни – Елизия на съгласни в книжовния български език се среща при съгласните т и д. Краесловни съгласни [т, д] се изпускат след шушкава или съскава съгласна: блестящ [блест'аш], дрозд [дрос], област [облас]. Когато са в групи от три и повече съгласни в средисловие: честно [чесно]. Най-често се опростяват звуковите съчетания чрез елизия на [т, д], ако съгласните следват проходните съгласни с или ш: щастлив [штаслиф], вестник [весник]. Съгласните [т, д] пред африкатите [ц] и [ч] се подлагат на пълна асимилация, в резултат на което се задържа преградата при учленението на съгласна [ч]: водопроводчик [водопровочик].
- Елизия на срички – „К'ъв“, вместо „Какъв“; „К'во“, вместо „Какво“; „'Що“, вместо „Защо“; „Прайш“, вместо „Правиш“ и т.н.